# Holodomor Studies
Holodomor Studies (дослівно з англійської мови — «Дослідження Голодомору») — академічний журнал, започаткований Романом Сербином 2009 року, присвячений темі Голодомору 1932—1933.
Він став одним із прикладів діяльності наукової спільноти з поширення знання про те, що голод був геноцидом. Видавець журналу Чарлз Шлакс (англ. Charles Schlacks) пояснював, що започаткуванням журналу переслідував дві мети:
- для документування та пояснення актів геноциду проти України;
- для протидії та викриття заперечення Голодомору.

Журнал виходив двічі на рік. Було три випуски журналу:
- випуск 1, № 1, 2009 року;
- випуск 2, № 1, 2010 року;
- випуск 3, № 1—2, 2011 року.

Статті першого випуску журналу були практично повністю засновані на первинних джерелах. Перший випуск відбувся після публікації видавництвом восени 2008 року випуску № 42 журналу «Канадсько-американські слов'янські студії» (англ. Canadian American Slavic Studies), також повністю присвяченого темі Голодомору та приуроченого до 75 річниці Голодомору.
Засновником і редактором журналу з 2009 по 2011 роки був Роман Сербин.
Станом на 2013 рік залишався провідним англомовним академічним часописом з тематики. Не мав інтернет-версії.